# カルロス・デウス
カルロス・デウス（Carlos Deus、2001年7月5日 - ）は、スーペル・ラグビー・アメリカス、ペニャロール・ラグビーに所属するラグビーユニオン選手。

## プロフィール
- ウルグアイ・モンテビデオ出身[1]。
- ポジションはフランカー(FL)。
- 身長 189cm、体重 90kg
- U20ウルグアイ代表に選ばれたことがある[2]。
- 7人制ウルグアイ代表に選ばれたことがある。
- ウルグアイ代表キャップは11（2024年11月現在）でラグビーワールドカップ2023のウルグアイ代表に選ばれた[3]。

## 略歴
2020年、ペニャロールに加入。